# 费代里科·维斯马拉
费代里科·维斯马拉（義大利語：Federico Vismara，1997年7月10日—），意大利男子击剑运动员，2019年夏季世界大学生运动会男子重剑团体铜牌得主、2022年世界击剑锦标赛男子重剑团体银牌得主、2023年世界击剑锦标赛男子重剑团体金牌得主。